# Luboměř
Luboměř (niem. Laudner) – gmina w Czechach, w powiecie Nowy Jiczyn, w kraju morawsko-śląskim. Według danych z dnia 1 stycznia 2012 liczyła 376 mieszkańców.
Dzieli się na dwie części:
- Luboměř
- Heltínov

## Historia
Pierwsza wzmianka o miejscowości pochodzi z 1394 roku. Należała do majątku Potštát. W XVI większość mieszkańców wsi była wyznania protestanckiego, świadczy o tym fakt, iż wtedy wiejski kościół, nieistniejący obecnie, należał do protestantów. W 1619 wieś sprzedano hrabinie Krystynie  z Rogendorfu. Po wojnie trzydziestoletniej mieszkańcy przeszli na katolicyzm. W 1788 pojawia się wzmianka o szkole w Luboměřu, z siedzibą w wynajmowanym budynku. Własny budynek placówka otrzymała w 1838, mieściła się w nim do 1977. Obecnie w budowli tej mieści się urząd gminy oraz biblioteka. W latach 1970–1985 zainstalowano urządzenia kanalizacyjne i wodociągowe, wzniesiono również obiekt sportowy, wyremontowany w 2003.